# Pliosauridae
Pliosauridae („pliosauridi“) je jednou z podskupin patřících do velké skupiny druhohorních mořských plazů Plesiosauria. Pliosauridi měli relativně krátký krk a velkou hlavou. Byli to velcí mořští dravci a stali se nejobávanějšími mořskými predátory od pozdního triasu do pozdní křídy (asi před 228 až 89 miliony let). S krátkými krky, masivními hlavami a zuby vyzbrojenými čelistmi mohli zaútočit i na živočichy stejné a větší velikosti a vytrhovat z nich kusy masa podobně jako dnešní žraloci nebo kosatky.

## Evoluce
Navzdory dlouho zastávanému názoru, že biodiverzita pliosauridů značně utrpěla na přelomu jury a křídy, tento domnělý trend nebyl potvrzen detailním výzkumem dochovaných fosilních zubů. Mezi vůbec poslední zástupce této skupiny patřily například rody Brachauchenius nebo Megacephalosaurus, žijící v geologickém období turonu, asi před 90 miliony let.

## Popis
Tito draví mořští plazi žili v mořích a oceánech, dýchali vzdušný kyslík a zřejmě rodili živá mláďata, i když existuje teorie, že se rozmnožovali vejci. Někteří zástupci byli možná hned po vorvaňovi obrovském největšími predátory, kteří kdy na Zemi žili (jejich hmotnost se mohla dle odhadů pohybovat až kolem dvaceti tun). Mezi největší jedince patří dosud nepopsaný exemplář z Kolumbie s lebkou o délce 3 metry a celkovou délkou těla asi 11 metrů. Velký obratel o šířce téměř 27 cm, objevený v pozdně jurských vrstvách v Anglii, zase ukazuje na možnou délku těla až 14,4 metru.
Největšími dnes známými pliosauridy jsou patrně zástupci rodů Megalneusaurus, Pliosaurus a Kronosaurus (v obou případech délka přes 10 metrů a hmotnost přes 10 tun).

## České objevy
Tito draví mořští plazi obývali v období rané pozdní křídy (asi před 100 až 85 miliony let) v hojných počtech a druhové rozmanitosti také mělká teplá moře na území současné České republiky, jak ukazují již od poloviny 19. století fosilní objevy z mnoha míst našeho státu. Jde například o pozdně křídový rod Polyptychodon, který je ale ve skutečnosti zřejmě nomen dubium.
Další informace o českých nálezech byly publikovány v září roku 2019. Nedaleko Brna byl již ve 30. letech 20. století objeven fosilní materiál pliosaurů z období pozdní jury (stáří asi 160 milionů let). Tito velcí draví plazi z kladu Thalassophonea dosahovali délky až 6 metrů a odhadované hmotnosti kolem 1,5 tuny. Podobné objevy velkých pliosaurů (o délce kolem 10 metrů) byly učiněny také v sousedním Polsku (Svatokřížské hory).